# NA-125
La NA-125 es una carretera de interés para la Comunidad Foral de Navarra, tiene una longitud de 18,2 km, comunica las Bardenas Reales.

## Recorrido
La NA-125 inicia su recorrido en el enlace con la  NA-134 . Atraviesa las Bardenas Reales para seguir dirección Ejea de los Caballeros por Zaragoza. 

## Poblaciones y enlaces importantes
| Denominación | Kilómetro | Salida                         | Dirección                      | Carretera                      |
| ------------ | --------- | ------------------------------ | ------------------------------ | ------------------------------ |
| NA-125       | 0         |                                | Tudela Arguedas                | NA-134                         |
| NA-125       | 18        | Continúa en Zaragoza por A-125 | Continúa en Zaragoza por A-125 | Continúa en Zaragoza por A-125 |